# Monolog
Monolog, podulji govor što ga u književnom djelu izgovara jedna osoba. Može biti usmjeren k drugim likovima, ili ga osoba vodi sama sa sobom, bez prisutnosti drugih.
Monolog se može izgovarati na glas, ili se voditi unutar svijesti književnog lika. U dramskoj književnosti lik se monologom obraća samome sebi, drugim likovima ili publici. U antičkoj drami se kroz monolog pripovijedalo o ranijim događajima bitnima za radnju, ili o događajima koji su se odvili drugdje, te ih se nije moglo prikazati na pozornici. U elizabetanskoj drami javljaju se lirski i dramski monolog kroz koje autori otkrivaju razmišljanja, unutarnje prijepore i konflikte likova. Tako u lirskom monologu lik kroz razgovor sa samim sobom iznosi svoje osjećaje spram dramske radnje, a kroz dramskom monologu se često otkriva unutarnji sukob ili dvojba.
Solilokvij je podvrsta monologa koji izgovara lik dok je sam na pozornici, ili dok vjeruje da je sam, i tako otkriva publici intimna razmišljanja i dvojbe. Primjeri su Hamletov "Biti ili ne biti" i Macbethov solilokvij iz tragedija Williama Shakespearea. Unutarnji monolog je jedan od postupaka u modernističkoj prozi, putem kojeg pisac može prikazati "struju svijesti" nekog lika. Riječ je o monologu koji lik ne izgovara, već se odvija unutar njegove ili njezine svijesti, s manje ili više strukture, a često teče na principu asocijacije. Glasovit primjer u književnosti je unutarnji monolog Molly Bloom kojim završava roman Uliks (1922.) Jamesa Joycea.